# Cas numéro un, cas numéro deux

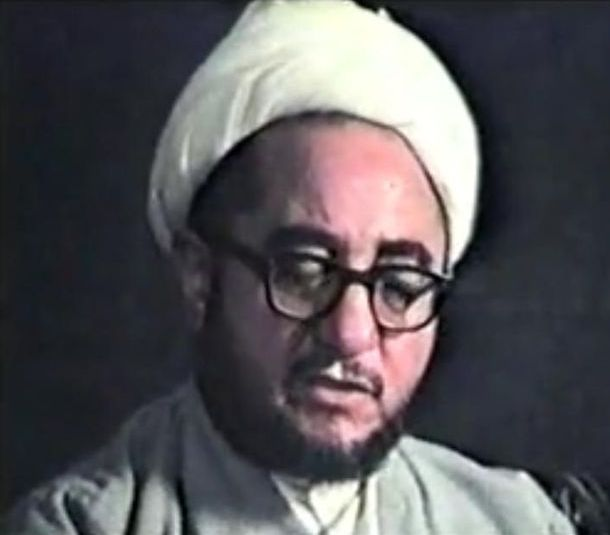
Sadegh Khalkhali dans First Case, Second Case, Film, 1979.

Cas numéro un, cas numéro deux (en persan : قضیه شکل اول قضیه شکل دوم, Ghazieh-e shekl-e âvval, ghazieh-e shekl-e dovvom) est un film dramatique iranien sorti en 1979, écrit et réalisé par Abbas Kiarostami.

## Synopsis
Un élève chahute dans une classe. Personne ne veut le dénoncer, ce qui provoque l'expulsion de 7 élèves. L'alternative est la suivante : Soit le fautif est dénoncé, soit non. Cette situation est soumise à des adultes qui doivent donner leur avis...

## Fiche technique
- Titre français : Cas numéro un, cas numéro deux
- Titre original : (en persan : قضیه شکل اول قضیه شکل دوم, Ghazieh-e shekl-e âvval, ghazieh-e shekl-e dovvom)
- Réalisation : Abbas Kiarostami
- Scénario : Abbas Kiarostami
- Photographie : Houshang Baharlou
- Son : Changiz Sayad
- Montage : Abbas Kiarostami
- Pays de production :  Iran
- Format : couleur - son mono
- Genre : court métrage dramatique
- Durée : 48 minutes [1]
- Date de sortie : 1979